# 筋肉痛
筋肉痛（きんにくつう、英: Myalgia）は、筋肉に生じる痛みであり、その原因はさまざまである。
しかし最も一般的な原因で、一般に筋肉痛と呼ばれるのは、筋肉・筋肉群の過剰使用または過剰伸展を行った後、その数時間後から数日後に発生する遅発性筋肉痛 (英: Delayed Onset Muscle Soreness = DOMS) である。
外傷性病歴のない筋痛症は、多くはウイルス感染によるものである。長期間の筋肉痛は代謝性ミオパチー、いくつかの栄養失調、慢性疲労症候群の指標となり得る。

## 原因
筋肉痛の最も一般的な原因は、過剰使用、外傷、緊張である。しかし、疾患、障害、薬物療法、ワクチン接種などによって引き起こされる可能性もある。また心臓移植手術後では急性拒絶反応の兆候でもある。
最も一般的な原因は以下である。
- 傷害または外傷 - 捻挫、血腫を含む
- 過剰使用：筋肉の過剰使用、頻度使用（別の外傷を守る動作も含む）。
- 慢性的な筋緊張

ほかにも、筋肉痛は次の場合に起こりえる。
- 以下に起因する横紋筋融解症：
  - ウイルス感染症
  - クラッシュ外傷による挫滅症候群
  - 薬物性
    - 一般的にはフィブラートやスタチン
    - たまに ACE阻害剤、コカイン、いくつかのレトロウイルス薬

  - 重度のカリウム欠乏症
- 線維筋痛症 (FMS)
- エーラス・ダンロス症候群
- 以下に起因する自己免疫疾患：
  - 混合性結合組織病
  - 全身性エリテマトーデス
  - リウマチ性多発筋痛
  - 多発性筋炎
  - 皮膚筋炎
  - 多発性硬化症
- 以下に起因する感染症
  - インフルエンザ
  - ライム病
  - バベシア症
  - マラリア
  - トキソプラズマ症
  - デング熱
  - 出血熱
  - 筋肉膿瘍
  - コンパートメント症候群
  - ポリオ
  - ロッキー山紅斑熱
  - 旋毛虫
  - エボラ出血熱
- その他
  - オーガズム後症候群 (POIS)[2][3][4]

## 治療
筋肉痛の原因が不明な場合は、対症療法で治療すべきである。一般的には、温熱、安静、パラセタモール、NSAID、筋弛緩薬などがある。